# キングギドラ (昭和ゴジラシリーズ)
キングギドラ（King Ghidorah）は、東宝の「ゴジラシリーズ」をはじめとした特撮怪獣映画に登場する架空の怪獣である。本項目では、このうち昭和ゴジラシリーズの『三大怪獣 地球最大の決戦』（1964年）から『地球攻撃命令 ゴジラ対ガイガン』（1972年）まで登場に登場するキングギドラを扱う。

## 概要
たてがみと額の三日月状の角が特徴。3本の長い首の先に竜のような3つの頭部と黄金のボディ、二股に分かれた尻尾と巨大な翼を持つ。口から放つ引力光線と翼による衝撃波を武器とする。金星を滅ぼした宇宙怪獣であるということ以外の出自などは明らかになっていない。
昭和ゴジラシリーズの登場怪獣を対象としたねとらぼによるアンケートでは人気が高く、2021年・2022年はゴジラに次いで第2位、2023年はゴジラを抜いて第1位を獲得している。1952年生まれである映画監督の大森一樹は、ゴジラは前の世代の怪獣という認識であったのに対し、キングギドラは自分たちの世代の怪獣であったと述べている。

### 造形
「ゴジラシリーズ」の怪獣の着ぐるみは作品が異なると別の着ぐるみが作られていることが珍しくないが、キングギドラに関しては同一のものが修復と改修を繰り返されて9年間使用されている。
デザインは渡辺明、頭部造形は利光貞三、胴体は八木勘寿、八木康栄、造形助手は開米栄三が務めた。渡辺によるデザイン画とされるイラストは、キングギドラによる破壊描写となっており、イメージスケッチに近いものとされる。初期のデザイン画では西洋的に描かれていたが、円谷英二から『日本誕生』における八岐大蛇を意識して東洋の「龍」のイメージを加えるよう指示があり、頭部の造形には狛犬（唐獅子）の意匠が加えられている。
スーツ
着ぐるみ（スーツ）の重量は80キログラムほどあったという。たてがみは麻、翼はタケの芯にさらし布を張って作られた。翼の根本には、ドア用の蝶番を用いている。鱗はラテックス製で1枚1枚貼っており、部位ごとに大きさが異なっている。首はスポンジ製で、柔らかく作られていた。制作費は、1964年当時の価格で約300万円であった。
各部の動きは操演によって表現され、スーツアクターは中の棒に掴まっているだけであったという。操演には、各首に1人ずつ、翼に1人、尾に1人または2人など、6人以上のスタッフを要した。造型助手を務めた村瀬継蔵は、首を掃除機のホースのような管状にして空気圧で動かすことを提案し、円谷からも称賛されたが、激しく動いてしまうためにピアノ線が絡んだり切れたりしてしまったという。撮影を担当した有川貞昌は操演の様子を「サーカスの曲芸師のようであった」と述懐している。操演技師の松本光司は、1日に1カットしか撮影できなかったこともあり、撮影所にゆとりがあったからできたと述べている。
スーツがゴジラよりも大きく迫力があるため、円谷は主役が食われないようキングギドラは体を縮めて首の動きで戦うこととした。また、有川はスーツが大きすぎてホリゾントからはみ出てしまうのが困りものであったと述べている。ゴジラのスーツアクターを務めた中島春雄は、キングギドラは操演のワイヤーでがんじがらめになっているため自ら立ち回ることができず、ゴジラ側が演技をする一人芝居の状態であったと述懐している。
撮影後は、翼の表皮を剥いで骨組みを畳んだ状態で倉庫に保管された。
NGカラー
当初、完成した着ぐるみは青い体に3色の羽根であったが、スチールの撮影本番直前になって、当時スクリプターを担当していた鈴木桂子が円谷に「金星から来る怪獣なので、私、金色かと思ってました」と話したところ、それを聞いた円谷が大変気に入り、金色に塗装し直された。
宣伝用のカラースチル写真の中には、翼は虹色のまま、胴体だけが金色に塗り直されたものが存在する。『三大怪獣 地球最大の決戦』公開時のポスターにおいても、この「翼が3色」のスチル写真が使われている。造形家の若狭新一は、当時携わっていた先輩造形家にこの件について尋ねたが「記憶にない」と返されたといい、誰も真相を知らないと述べている。また、村瀬も後年に「自分で塗装していないので、全然わからない」と述懐している。
当初、円谷英二は、火を吹く赤い怪獣というイメージを抱いていた。有川によれば、当初はシルバーという案もあったが、ブルーバック撮影に支障が出るため、採用されなかった。
2019年5月には青い体に赤・白・青の羽根を持つNGカラー版のフィギュアが販売されているほか、同年8月には造型当時を知る村瀬の原型製作による本編版の着ぐるみサイズのレプリカヘッドが販売されている。

飛行モデル
飛行シーンのほとんどは3尺（約1メートル）サイズのミニチュアモデルで撮影されているが、人の入っている着ぐるみと見分けがつかないほど非常に精巧に製作されている。頭部は操演で動き、足と尾はピアノ線の先にゴムを繋いでおり、操演時に自然に揺れて動くよう仕掛けられていた。
このミニチュアも『流星人間ゾーン』まで流用された。

### 鳴き声
独特の鳴き声はエレクトーン（電子オルガン）によるもの。頭の数に合わせ、3種類の金属音が作られた。この声は『ウルトラQ』でケムール人との交信に必要なXチャンネル光波の効果音のほか、『ウルトラマン』で科学特捜隊日本支部基地に登場する無線機器の着信音や『戦え! マイティジャック』でMJ基地に登場する電話のベル音に使用された。さらに、2009年公開のアニメ映画『ヱヴァンゲリヲン新劇場版:破』では作中に登場する携帯電話の着信音に引用されているが、これは『ウルトラQ』『ウルトラマン』『戦え! マイティジャック』を制作した円谷プロから正式に許可を受けたものである。

## 『三大怪獣 地球最大の決戦』
映画『三大怪獣 地球最大の決戦』（1964年）に登場。初代キングギドラ。
5,000年前、金星に存在した現在の地球よりもはるかに栄えていた高度な文明を3日間で滅ぼして死の惑星に変えたとされる宇宙怪獣。現代の地球においては1月に日本の黒部峡谷の霞沢に磁力に似た金属を吸い寄せる強力な吸引力を帯びた隕石となって流星雨とともに落下し、やがてその中から中空に炎の塊となって飛び出したエネルギーが徐々に形を変え、宇宙超怪獣キングギドラとしての姿を現す。悪意に似た破壊衝動を有しており、次々と人類が築き上げた文明を破壊する。敵を無重力状態にして吹き飛ばす引力光線を3つの首にある口から放出して暴れ回り、それによる破壊だけではなく巨大な翼を用いての高速飛行時に発生する衝撃波で周囲の建造物を破壊し、松本市上空を飛び去って短時間で東京に至り、壊滅に追い込む。
松本城を瞬時に破壊した後、横浜を襲撃して富士山の裾野の山村にてなおも暴れ回っていたところに挑んできた幼虫モスラを軽くあしらい、その窮地を見かねて参戦したゴジラやラドンとも戦うことになるが、1対1ではゴジラをも圧倒するパワーとラドン以上の速度と飛翔能力で3大怪獣を苦しめる。しかし、ゴジラに注意を引きつけられている最中に背後からラドンに乗ったモスラ幼虫に大量の糸を吐きかけられ、身動きを封じられたところをゴジラに放り投げられて地上に激突して戦意を喪失し、宇宙へ退散する。
金星をはじめ地球などの惑星上において破壊活動を行う理由や目的は不明であるが、「金星人の意思」は最後の祈りの最中にキングギドラのことを「金星の業火」と称している。
- スチール写真などでは直立したものが多いが、実際には前傾姿勢となっている[6][101]。
- 昭和ゴジラシリーズで自分の意思にもとづいて行動するキングギドラはこの作品のみであり、以後の作品ではすべて「異星人に操られている」というかたちで登場する[出典 25][注釈 19]。
- 書籍では、尻尾は刀剣のような武器として機能し、口と尻尾から毒ガスを発射するほか、テレパシーやレーダー機能を頭部に持ち、腹部に第二の脳が（頭部の「攻撃脳」や首元の「ギドラ脳」とは別に）存在するとされる[107]。

### 制作（三大怪獣）
本作品でのキングギドラのスーツアクターは諸説あり、詳細は明らかになっていない。
- クレジット順では坂本晴哉が該当するため[108]、坂本をスーツアクターと紹介している資料もある[出典 26]。撮影助手を務めた川北紘一や記録の久松桂子らは坂本がキングギドラ役であったと証言している[112][81]。同作の特典の『メイキング8mmフィルム』では、撮影現場に坂本の姿が確認できる[113]。
- 資料によっては広瀬正一としている[出典 27]。書籍によっては、当初は坂本が演じていたが降板し[113]、後半は広瀬に替わったと記述している[71][35]。ゴジラ役を中島春雄は、最初から広瀬に決まっていたと述べている[89]。書籍『ゴジラ大百科 新モスラ編』では、広瀬と関田裕が演じたと記述している[115]。川北は、広瀬がキングギドラを演じたのは次作『怪獣大戦争』の時であるとしてこの説を否定している[112]。
- 2014年3月15日に神保町シアターで開催された中野昭慶・川北紘一トークショーによる中野の証言では、宇畄木耕嗣が正しいとされる[35][注釈 20]。中野自身がキャスティングしたが、「キングギドラの撮影初日に宇留木が来ず、調べたら黒澤映画のエキストラ役として勝手に連れて行かれており、黒澤組チーフ助監督の森谷司郎と大喧嘩して連れて帰ってきた」と発言している。また、当時撮影助手をしていた川北は、「よく言われる広瀬は身長が小さいのでキングギドラ役は無理だと思う」と発言している。これ以降、宇留木をキングギドラのスーツアクターとして紹介している資料もみられる[19][69]。
- 有川貞昌は、宇留木がキングギドラのスーツを試着したが、頭が重くてバランスがとれなかったと証言している[88]。

決定稿の段階までキングギドラによるニューヨーク破壊シーンが存在し、ピクトリアルスケッチも描かれていた。
芝公園を襲撃する場面では、その巨大感を表現するためにスーツを吊って撮影された。
3本の首の口から発する引力光線の設定などは脚本を担当した関沢新一によるものだが、具体的な描写は円谷に委ねられた。宣伝用のスチル写真などでは火を吐いている。当初は同写真にあるように長い尾を描いて伸びる炎（火の玉）のイメージであったが、実際に操演された3本の首は特定の方向への細かい操演が難しく、偶発的な動きをしている頭部と爆発地点への着弾を表現する火薬の発火のつじつまを合わせるため、光学作画の飯塚定雄のアイデアで、ズレのない稲妻状の光線に変更された。書籍『ゴジラ大百科』では、引力光線のアニメーション合成によって光学合成が飛躍的に進歩し、東宝特撮の光線の質を変えたと評している。
引力光線を飛行しながら吐き散らすシーンでは、飛び人形を用いて撮影されており、モスラの経験を経て、操演に適した蝶の翅のような付け根にしか関節がない構造の翼となっている。
キングギドラの飛び方については、スタッフからさまざまな意見が出され、侃々諤々（）の議論になったという。円谷は「好きなようにやりゃあいい。思いつきでもやってみろ」といい、場面によって飛び方が異なる描写となった。
キングギドラが擬態した隕石は、まだ一般に使われていなかったポリ樹脂（FRP樹脂）で造形された。内部にライトをいくつも仕込んで発光を表現しているが、撮影中にライトの発する熱でポリ樹脂が軟らかくなり、自重に負けて凹むことから、補修が大変だったそうである。
隕石から炎の塊を経てキングギドラが出現するシーンは、アニメーションで表現された。スクリプターの鈴木桂子は、円谷がこの場面の演出を考えている際に、古いロシア映画で金色の鳥が現れるイメージを伝えたという。この映像は、『怪獣総進撃』でも流用されている。関沢は、キングギドラの登場を焦らすことで目立つ雰囲気づくりを行ったことを述べている。

## 『怪獣大戦争』
映画『怪獣大戦争』（1965年）に登場。
以前出現したものと同個体と思われるが、強靭なボディにはかなり高い戦闘力が秘められている。X星人に「怪物0（）」と呼ばれて電磁波によるコントロール下にある。
たびたびX星に飛来して施設などを破壊するその凶暴性はX星人にとっての脅威であり、X星に連れて来られたゴジラやラドンと戦い、撃退されて敗走するが、これらはX星人統制官たちの自作自演であった。その後、地球に飛来してゴジラやラドンとともに破壊活動を行い、キングギドラはアメリカを攻撃したことが劇中の台詞で語られる。やがて、Aサイクル光線車のAサイクル光線を浴びたことによってX星人が全滅した結果、コントロールが解けて我に戻って戦闘力が弱体化した後には、同様にコントロールが解けたゴジラとラドンを敵と見なして改めて戦うが、猛攻を受けて崖からともに海中へ落下して敗北し、またも宇宙へ逃げ帰る。
引力光線の形は前作と異なる。また、3つの頭部が発する電気的な声も、微妙に異なっている。
弱点は、巨体であることから一度倒れると体勢を整えるまでに一定の時間が掛かることといえる。
- スーツアクターは広瀬正一[出典 34]。
- スーツは前作と同一[出典 35]。金色の塗料は表皮のラテックスを非常に速く腐食するため[80]、スーツには大幅な補修がなされており、首が延長されて長くなったのが初代との大きな違いである[出典 36]。これは、フォルムとしてバランスがいいという判断と[37]、キングギドラには腕がないためにゴジラなど他の怪獣と格闘させる際には「腕」に代わるものとして、首のアクションが必要とされたためである[131][37]。翼の根元も太くなっている[128]。
- 飛行シーンでは操演用モデルが主に用いられたが、X星のシーンではスーツを吊って撮影している[128]。ラストの飛び去るカットは、前作の映像を流用している[132]。
- 光線作画を担当した川北紘一は、引力光線の作画について当初は単一の光線であったが、中心部は輝度が高いだろうと考え白いハイライトを加え、発光感を出したと述べている[133][134]。
- 脚本第2稿ではキングギドラがアメリカの大都市を襲撃する描写が存在したが[135]、第3稿では省略されて富士が桜井博士に報告するのみとなった[136]。
- 公開から半年後の1966年7月19日に放送された『11PM』のよみうりスタジオで収録された「怪獣供養」では、キングギドラの遺影が飾られていた[137]。

## 『怪獣総進撃』
映画『怪獣総進撃』（1968年）に登場。
キラアク星人の富士山麓の地底要塞を守るため、彼女たちの最後の切り札として宇宙から呼び寄せられる。「キングギドラは宇宙の怪獣です。地球の怪獣では歯が立ちません」と語られる。
富士山麓でキラアク星人によるコントロールから解放された怪獣たちに空襲をかける。引力光線の一撃でモスラとラドンをまとめて吹き飛ばし、アンギラスを首に噛みつかせたまま飛び上がり、空中から落としたうえで背中を踏みつけたりして奮戦するが、次第に手数で押されていき、ゴロザウルスにカンガルーキックで転倒させられたあと、それぞれの首を痛めつけられて絶命する。尾は右のほうをゴロザウルスに噛みつかれ、左のほうは痛めつけられることはない。その直後、キラアク星人の地下要塞が破壊されると爆発によって地面が陥没し、巻き込まれた死体は地底へ落下する。
なお、本作品での引力光線はやや滑らかなイメージの形状となり、放射した回数も少なめであり、前から見て左の首が3回、右の首が1回と、合計4回しか使用されず、中央の首は1回も吐かない。

### 制作（総進撃）
スーツアクターは内海進。
スーツは『三大怪獣』時のものの改修で、翼が新しく取り替えられてビニール製になり、根元付近が肉厚になって上部の縁には先端まで鱗が貼り付けてある。自転車のタイヤのゴムを鱗型に切ったものを、新たに下半身に張り付けている。改修は白崎治郎が担当した。
飛行用モデルは『三大怪獣』時のものがそのまま流用されている。
ゴジラ役の中島春雄は、操演によるキングギドラの首は段取り通りに動くとは限らないため、ゴジラがキングギドラの首を掴んだり叩きつけたりする動きはアドリブが多かったと述懐している。
出現シーンや一部飛行シーンには『三大怪獣』のライブフィルムが挿入されている。

## 『地球攻撃命令 ゴジラ対ガイガン』
映画『地球攻撃命令 ゴジラ対ガイガン』（1972年）に登場。
宇宙空間を移送される際には、初代同様に隕石状の赤い発光体の中に入っており、燃え上がることでキングギドラの形状に変化して出現した。
M宇宙ハンター星雲人に操られてガイガンとともにゴジラやアンギラスと戦い、あと一歩まで追いつめるが、乱戦の最中に突進してきたガイガンに引力光線が誤って直撃したことから、喧嘩になる。その隙を突いたゴジラとアンギラスの連携に加え、地球人によってM宇宙ハンター星雲人の司令塔が爆破されてコントロールを失ったことにより、ガイガンとともに宇宙へ敗退する。
- 関連書籍などでは二代目キングギドラとも表記される[出典 44]。

### 制作（ゴジラ対ガイガン）
スーツアクターは伊奈貫太。
スーツは以前と同じだが、頭部は新規造形のものに差し替えられ、白目に当たる部分が以前は赤かったのに対し、こちらでは白くなっている。なお、胴体こそ現在していないものの昭和ギドラで唯一この頭部だけは現存しており、2014年に開催された『大ゴジラ特撮展〜ゴジラ60年の軌跡〜』で展示された。翼の形状は三角形になっている。
操演は、撮影期間の短さやスタッフ編成の合理化などから以前のように人数をかけて操作することができず、動きが少なくなっている。操演に参加した助監督の井上英之は、慣れていないので芝居になっておらず、これでいいのかと思ったことを述懐している。ゴジラ役の中島春雄は、ゴジラがキングギドラの首を掴んで一本背負いするシーンは、予算や時間が少ない中で知恵を絞ったものであったと述べている。また、特技監督の中野昭慶は、シネスコサイズでキングギドラのフルショットを撮るのに苦労したと語っている。
飛行用人形はこれまでの1.5メートルほどのものを使用。目が赤く点灯するが、翼も首も微動だにしない。ガイガンとともにゴジラタワーの上空を飛行するシーンは、合成を用いている。
ゴジラとの対決シーンなどは『三大怪獣 地球最大の決戦』から流用している。結果として、破壊シーンはガイガンよりも尺が長くなっている。中野は、映像流用は低予算の腹いせに行ったものであったが、東宝映像社長の田中友幸はこれに味をしめてしまったといい、次作『ゴジラ対メガロ』では本作品のガイガンの新撮映像も使い回すことになった。